# TouchGraph
TouchGraph est un logiciel de manipulation et de visualisation de graphes ; 
Il est utilisé pour représenter évaluer ou étudier les réseaux d'acteurs (dont réseaux sociaux), réseaux d'influence, en politique, pour le lobbying, la publicité ciblée, etc., Il représente les réseaux en arborescences, un peu à la manière de FreeMind, mais avec une palette d'outils plus large et de manière pré-intégrée dans des plate forme telles que Google ou FaceBook ou Amazone. 

## Utilité
Ce logiciel visualise les relations telles que présentées par la théorie des réseaux. 
Ici les individus (ou groupes) seront par exemple représentés par des « nœuds », les relations entre eux seront les « liens » et la cartographie de ces connexions visualise le réseau.

## Limites (actuelles)
Comme pour tous arbres, la qualité de la représentation dépend aussi de la qualité des données fournies au logiciel, et de leur bonne interprétation et classification hiérarchisée.
- Au-delà d'un certain seuil de complexité, les arbres demandent à être simplifiés, ou deviennent illisibles. (D'autres logiciels présentent les arbres en 3D (l'arbre de la vie dans le DVD « Espèces d'espèces » par exemple, mais généralement sans présenter de liens inter-branches (pas d'anastomoses)

## Usages
Il est par exemple utilisé sous forme de navigateurs (Browsers) sous les formes suivantes :
- TouchGraph Google Browser révèle graphiquement (sous la forme d'une arborescences heuristiques) le mode de connectivité des réseaux de sites Web. Cette représentation est construite à partir de la base de données de Google.
- TouchGraph's Amazon Browser révèle la structure des réseaux complexes qui se construisent via les patterns de recommandations d'achat de livre.
- TouchGraph Facebook Brower permet d'afficher sous forme arborescente les liens entre les membres d'un groupe, les cercle des amis ou relations qui sont connectés, ou les liens entre groupes de photos mises en ligne (albums photos), supposés représenter des communautés de centres d'intérêt. Ne fonctionne plus au 17 05 2015 en raison de changements des API facebook.
- TouchGraph Navigator permet de "traduire en graphique" les données d'un tableur Excel ou de fichiers XML ou texte délimité (incluant des séparateurs informatiques). Le logiciel peut représenter une gamme de différents types de relations, il peut afficher des flux dans les deux directions. Il peut afficher les attributs en tableaux et permettre un tri. 
Du texte et les attributs numériques peuvent être associées aux nœuds et arêtes.  Des images peuvent être associées aux nœuds des réseaux.
Différents calculs plus avancés sont possibles pour affiner l'analyse des réseaux, via par exemple des critères de cocitations ou de cooccurrence[3].

Il est aussi utilisé par ;
- un museum d'histoire naturelle (le Musée d'histoire naturelle de Londres) pour naviguer de façon interactive[4] dans la masse des noms scientifiques et communs, dans la classification des millions de taxons déjà connus. TouchGraph fourni aux visiteurs du musée avec une interface facile à utiliser pour explorer les réseaux biologiques et d'apprentissage sur les relations entre la grande variété des formes de vie qui peuplent la Terre.
- Friendster[5],
- Daenlink (réseau du site de campagne de Howard Dean),